# Soccia
Soccia (en cors Soccia) és un municipi francès, situat a la regió de Còrsega, al departament de Còrsega del Sud. L'any 2006 tenia 160 habitants.

## Demografia
| 1962 | 1968 | 1975 | 1982 | 1990 | 1999 | 2006 |
| ---- | ---- | ---- | ---- | ---- | ---- | ---- |
| 261  | 284  | 222  | 172  | 143  | 121  | 160  |

## Administració
| Període   | Identitat             | Partit | Qualitat |
| --------- | --------------------- | ------ | -------- |
| 2001-2008 | Jean-Baptiste Sabiani |        |          |